# 石門緣粉蝨
石門緣粉蝨（学名：Aleuromarginatus shihmenensis）为粉蝨科緣粉蝨屬下的一个种。